# Frosta herred
Frosta herred (før 1658 dansk: Froste Herred) var et herred beliggende i det daværende Malmøhus len.
I den danske tid (før 1658) var Froste Herred et af de vigtigste herreder i Skånelandene.
I herredet lå bl.a. Bosjökloster (før 1658 dansk: Bosø Kloster) og Skarhult slot (før 1658 dansk: Skarholt).

## Lensmænd
- 1569-1571 Otte Thygesen Brahe
- 1575-1582 Steen Brahe til Knudstrup
- 1625-1632 Henrik Gyldenstierne[1]